# Cosmas Indicopleustès
Pour les articles homonymes, voir Cosmas.

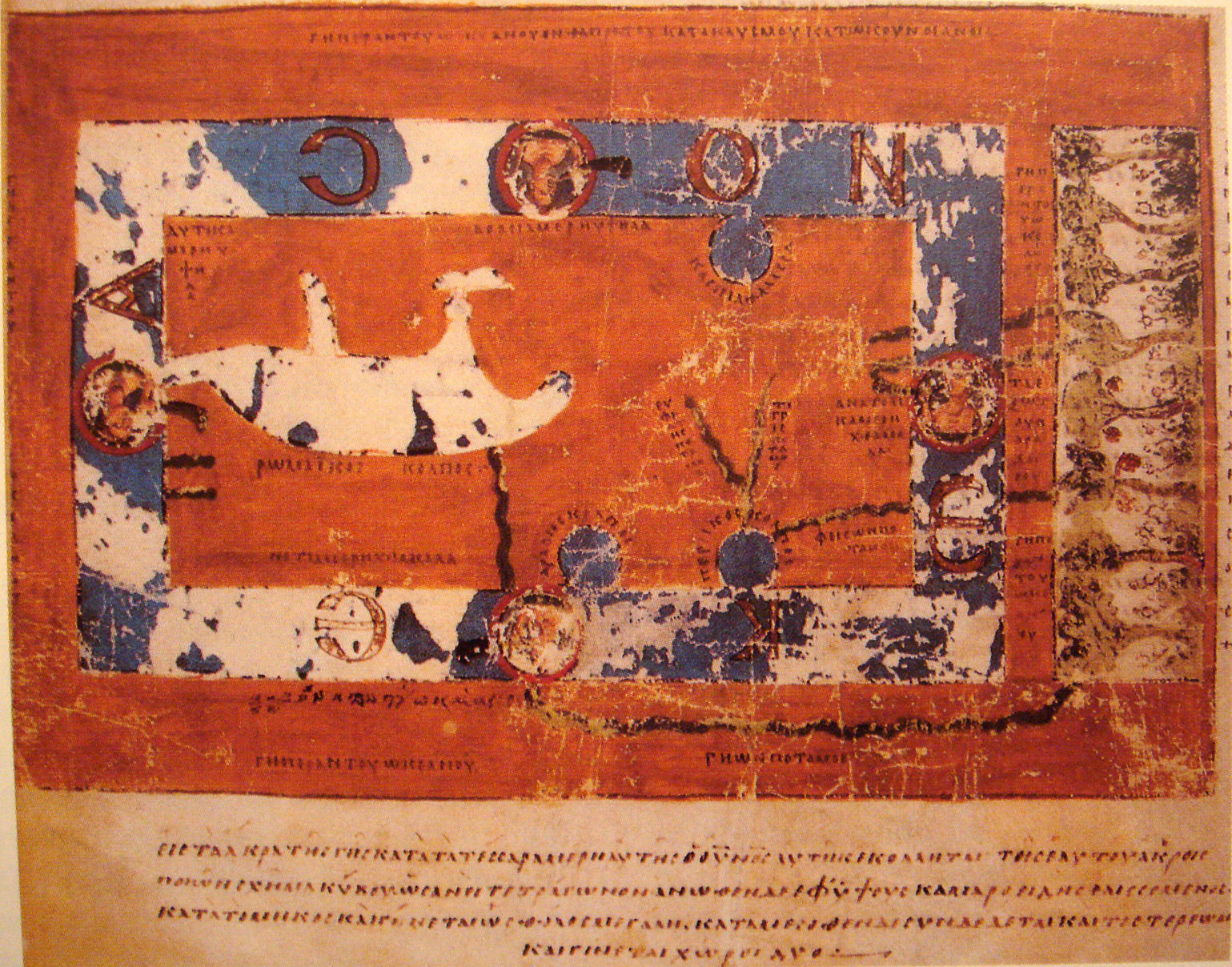
Carte du monde de Cosmas Indicopleustès.

Cosmas Indicopleustès (Κοσμᾶς Ἰνδικοπλεύστης, « le voyageur des Indes ») est un Grec syrien du VIe siècle établi à Alexandrie, adepte du christianisme nestorien. Sans doute marchand d'épices, il fit plusieurs voyages en mer Rouge, dans le golfe Persique et en Éthiopie. Il a composé entre 547 et 549 une description du monde en douze livres (à l'origine dix livres) intitulée Topographie chrétienne, dans laquelle il rejette l'image sphérique du monde des savants grecs, comme son contemporain Jean Philopon, incompatible selon lui avec l'enseignement de la Bible.

## Biographie
Cosmas Indicopleustès, littéralement Cosmas le voyageur des Indes, est un marchand nestorien dont l'identification est indéterminée. Il emprunte la voie commerciale de la mer rouge et visite notamment Adulis en 518. Il est alors missionné avec un autre marchand, Mênas, par le gouverneur de la ville pour mettre par écrit les différentes campagnes et actions du royaume d'Aksoum. Il recopie pour cela deux textes inscrits sur des stèles, le Monumentum Adulitanum I et II. Vingt-cinq ans après son voyage, il rédige Topographie chrétienne dans lequel reprend des éléments des deux transcriptions.

## Identification
Les ouvrages sont anonymes, l'auteur s'y désigne seulement comme « un chrétien ». Au IXe siècle, le patriarche Photius, qui en fait une recension dans le codex 36 de sa Bibliothèque, ne connaît pas le nom de l'auteur. Le nom « Cosmas Indicopleustès » apparaît seulement au XIe siècle dans des manuscrits citant le texte, « Κοσμᾶς » étant probablement un jeu de mots avec « κόσμος », « monde ».  Le vrai nom de l'auteur, Constantin d'Antioche , est donné uniquement par l'Arménien du VIIe siècle Anania de Shirak, qui est aussi le seul, parmi les auteurs que nous connaissons, à évoquer la controverse avec Jean Philopon sur les formes du ciel et de la terre.
L'auteur dit lui-même qu'il est négociant, importateur de produits exotiques, basé à Alexandrie (cf. II, § 54 et 56). Il évoque un voyage qu'il a effectué à Adoulis (près de l'actuelle Massaoua), vingt-cinq ans plus tôt, au début du règne de l'empereur Justin Ier, alors qu'Ella Asbeha, roi d'Axoum, était en guerre contre les Himyarites (II, 56). D'autre part, il parle de deux éclipses de soleil s'étant produites en 547 (VI, 3).
Quant à ses voyages, il dit explicitement qu'il a côtoyé, sans y faire escale, l'île de Dioscoridès, c'est-à-dire Socotra (III, 65), qu'il a navigué personnellement dans les « trois golfes » que sont la Mer Méditerranée, la Mer Rouge et le Golfe Persique (II, 29), qu'il est passé près du cap Gardafui. Cependant, il est certain qu'il n'est pas allé lui-même jusqu'à ce que nous nommons « l'Inde » (que lui appelle « l'Inde intérieure »), et qu'il n'en parle que d'après ce qu'il en a lu ou entendu (cf. l'usage, à propos de ce pays, de « φασί », « on dit que »). Son voyage au « pays de Sasou », près des sources du Nil Bleu, est controversé (II, 51-53) : il précise qu'il parle en partie de ce qu'il a vu lui-même, en partie de ce qu'il a entendu dire, mais certains éléments ne paraissent pas très vraisemblables.
Sur la question de la forme générale du monde, il dit au début du livre II qu'il a recueilli là-dessus l'enseignement d'un certain Patrikios, venu du « pays des Chaldéens » en compagnie de son disciple Thomas d'Édesse, qui mourut à Constantinople, et devenu depuis catholicos de l'Église de Perse. Ce « Patrikios » ne peut être qu'Aba Ier, natif de Mésopotamie, qui séjourna dans l'Empire byzantin entre 525 et 533, puis devint catholicos de l'Église nestorienne en 540.
Les diverses parties de l'ouvrage sont adressées à plusieurs destinataires : un certain Pamphile au début du livre II, un certain Anastase au début du livre VII, un certain Pierre au début du livre VIII. D'autre part, l'auteur dit dans son prologue qu'il avait écrit auparavant un livre de géographie, décrivant l'Éthiopie et l'Arabie, dédié à un certain Constantin, et un livre d'astronomie, dédié à un certain diacre Homologos, tous livres destinés à réfuter les conceptions de l'univers des païens et des « faux chrétiens » (entendre notamment Jean Philopon). En VIII, 3, il dit que son travail a été retardé par la rédaction d'un commentaire sur le Cantique des Cantiques.

## Ouvrage
Cosmas Indicopleustès intègre à ses ouvrages des illustrations que la tradition manuscrite a reproduit, mais dont les originaux sont perdus. Ces illustrations présentent des animaux, plantes et représentations schématiques de l'espace.

### Transmission
La Topographie chrétienne est transmise par trois manuscrits richement illustrés : le Vaticanus græcus 699, manuscrit en onciales, a été copié à Constantinople au IXe siècle ; le Sinaïticus græcus 1186, manuscrit en minuscules, a été copié en Cappadoce au XIe siècle ; le Laurentianus Pluteus IX. 28 a été copié au monastère d'Iveron du mont Athos au XIe siècle. Il y a d'autre part une copie tardive du Laurentianus (XVIIe siècle) qui appartenait à la collection de Thomas Phillipps en Angleterre.
Il y a clairement deux familles de manuscrits, le Vaticanus d'un côté, le Sinaïticus et le Laurentianus de l'autre, ces deux derniers correspondant à une version remaniée et augmentée de l'ouvrage d'origine. Le texte du Vaticanus n'a que dix livres, et le livre X s'arrête au § 41 (alors qu'il a 75 chapitres dans l'autre version) ; on note un changement de sujet (on passe à la christologie) et une rupture de ton (polémique moins masquée) dans la partie du livre X propre à la deuxième version. Le livre XI serait un recueil d'extraits du livre de géographie signalé dans le prologue. Quant au livre XII, il est visiblement incomplet dans les deux manuscrits qui le donnent, et son caractère est plus incertain.
La première édition complète a été réalisée à Paris en 1706 par Bernard de Montfaucon, sous le titre Cosmæ Indicopleustæ Topographia Christiana (texte grec et traduction latine, Collectio Nova Patrum et Scriptorum Græcorum, t. II, p. 133 sqq.). Cette édition, basée uniquement sur le manuscrit Laurentianus, a été reproduite dans les collections patristiques d'Andrea Gallandi et de Jacques Paul Migne (PG, vol. 88, col. 51-462, sous le titre Cosmæ Ægyptii Monachi Christiana Topographia, faisant l'hypothèse assez arbitraire que l'auteur était moine au moment où il écrivait). La seconde édition, fondée sur le manuscrit Vaticanus, a été réalisée par Eric Otto Winstedt à Cambridge en 1909. Enfin, la troisième édition est celle de Wanda Wolska-Conus pour la collection Sources chrétiennes des Éditions du Cerf, en trois volumes (1968, 1970, 1973).
Il faut ajouter que les passages proprement géographiques de l'ouvrage ont toujours suscité beaucoup plus d'intérêt que ses longues spéculations fantaisistes sur la forme de l'univers, et que ces passages ont été livrés au public avant l'ouvrage entier : dans le tome I des Relations de divers voyages curieux qui n'ont point esté publiés..., la série de Melchisédech Thévenot (Paris, 1663), on trouve, grâce au travail d'Émery Bigot sur le Laurentianus, le livre XI et un extrait du livre II (§ 45-67) sous le titre « Description des animaux et des plantes des Indes », texte grec et traduction française.

### Analyse
- Livre I : Contre les faux chrétiens qui professent, comme les païens, que le ciel est sphérique ;
- Livre II : Preuves des conceptions chrétiennes des formes et de la disposition des parties de l'univers tirées des Saintes Écritures ;
- Livre III : Cohérence et certitude des conceptions exposées dans les Divines Écritures, qui montrent bien la fonction des formes de l'univers ;
- Livre IV : Récapitulation, avec des illustrations, de l'image biblique de l'univers, et réfutation de la conception païenne d'un univers sphérique ;
- Livre V : Description du Tabernacle selon les prophètes et les apôtres ;
- Livre VI : De la grandeur du soleil ;
- Livre VII : Sur la permanence des cieux ;
- Livre VIII : Sur le cantique d'Ézéchias, roi de Judée (Isaïe, 38), et la rétrogradation du soleil dont il parle ;
- Livre IX : Sur le cours des astres ;
- Livre X : Citations de Pères de l'Église à l'appui des conceptions de l'auteur ;
- Livre XI : Description d'animaux des « Indes » (y compris l'Éthiopie) et de l'île de Taprobane ;
- Livre XII : Témoignages des anciens écrivains païens sur l'antiquité de Moïse et des prophètes bibliques.

En fait, il est clair qu'une première forme de l'ouvrage allait jusqu'au livre V : à ce stade, le programme annoncé au début est entièrement exécuté, et ce livre se termine par une prière dans les manuscrits Vaticanus et Sinaïticus (pas dans le Laurentianus, dont le copiste a pris apparemment l'initiative de la supprimer). Les livres suivants sont une série d'appendices hétéroclites ajoutés après coup, sans doute en partie en puisant dans son ouvrage de géographie (notamment pour les livres VI et XI).

### Doctrine
La Topologie chrétienne vise à décrire et à défendre une certaine représentation de l'espace cosmique conforme à l'eschatologie du courant chrétien auquel adhérait l'auteur, celui du prédicateur nestorien « Patrikios » (c'est-à-dire le catholicos Mar Aba Ier), héritier lui-même de l’École théologique d'Antioche : Diodore de Tarse, Théodore de Mopsueste, Théodoret de Cyr, partisans d'une lecture littérale de la Bible. L'ouvrage du philosophe chrétien Jean Philopon, La Création du monde, publié dans les mêmes années, reprend notamment la position de l'Hexaéméron de Basile de Césarée et s'efforce de concilier les cosmologies grecque et chrétienne, en conservant de la tradition grecque antique l'idée de sphéricité de la terre et des cieux tout autour. C'est Jean Philopon qui est visé comme chef de file des « faux chrétiens » (même si l'auteur, de même qu'il reste anonyme, ne nomme personne).

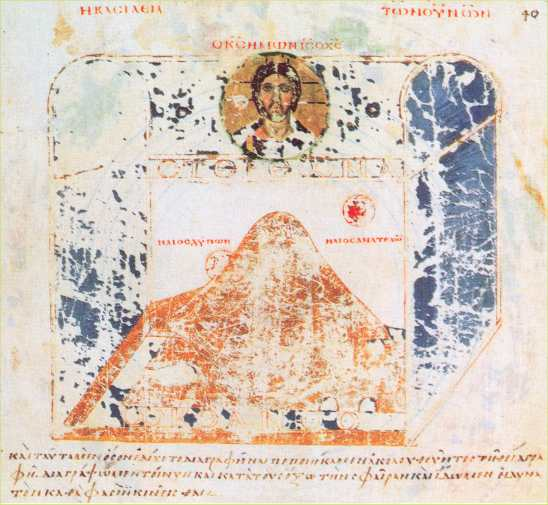
Enluminure de la Topographie chrétienne (IXe siècle) montrant la Terre plate enchâssée dans un tabernacle.

Pour Cosmas, l'univers est réparti en deux espaces superposés : l'espace inférieur, celui de notre condition actuelle, et l'espace supérieur, préparé pour notre condition future. La disposition des parties de l'univers est donc liée à une certaine eschatologie, celle des « deux conditions », exposée notamment par Théodore de Mopsueste. L'univers tout entier est le prototype du Tabernacle décrit dans l'Ancien Testament ; il a donc la forme d'un parallélépipède rectangle. Le premier ciel est une voûte à laquelle la terre est fixée par ses extrémités. 
Ces théories ont eu peu d'impact : Photius, au IXe siècle, en parle comme d'un tissu d'absurdités. Dans le fil de l'ouvrage, des développements géographiques, fondés soit sur l'expérience vécue de l'auteur, qui a beaucoup voyagé, soit sur ce qu'il a lu et entendu dire, viennent étayer et préciser la description faite de l'univers entier. Ce sont ces passages qui suscitent le plus d’intérêt, plutôt que sa cosmologie obscurantiste : ses développements sur les régions entourant l’océan Indien, ou ses observations sur les relations commerciales entre l’Abyssinie et l’intérieur du continent africain ou entre l’Égypte et l’Orient. Ainsi Cosmas Indicopleustès est-il le premier auteur occidental à fournir des précisions sur le poivrier et sa culture. La partie la plus célèbre de son ouvrage est sa description, en grande partie de seconde main, de la flore et de la faune des pays côtiers de l'Océan Indien (y compris la licorne).

## Œuvres
- Clavis Patrum Græcorum 7468
- Topographie chrétienne, trad. Wanda Wolska-Conus, Les Editions du Cerf, Paris, (Coll. "Sources Chrétiennes" 141 (1968), 159 (1970) et 197 (1973))